# Marquee Club

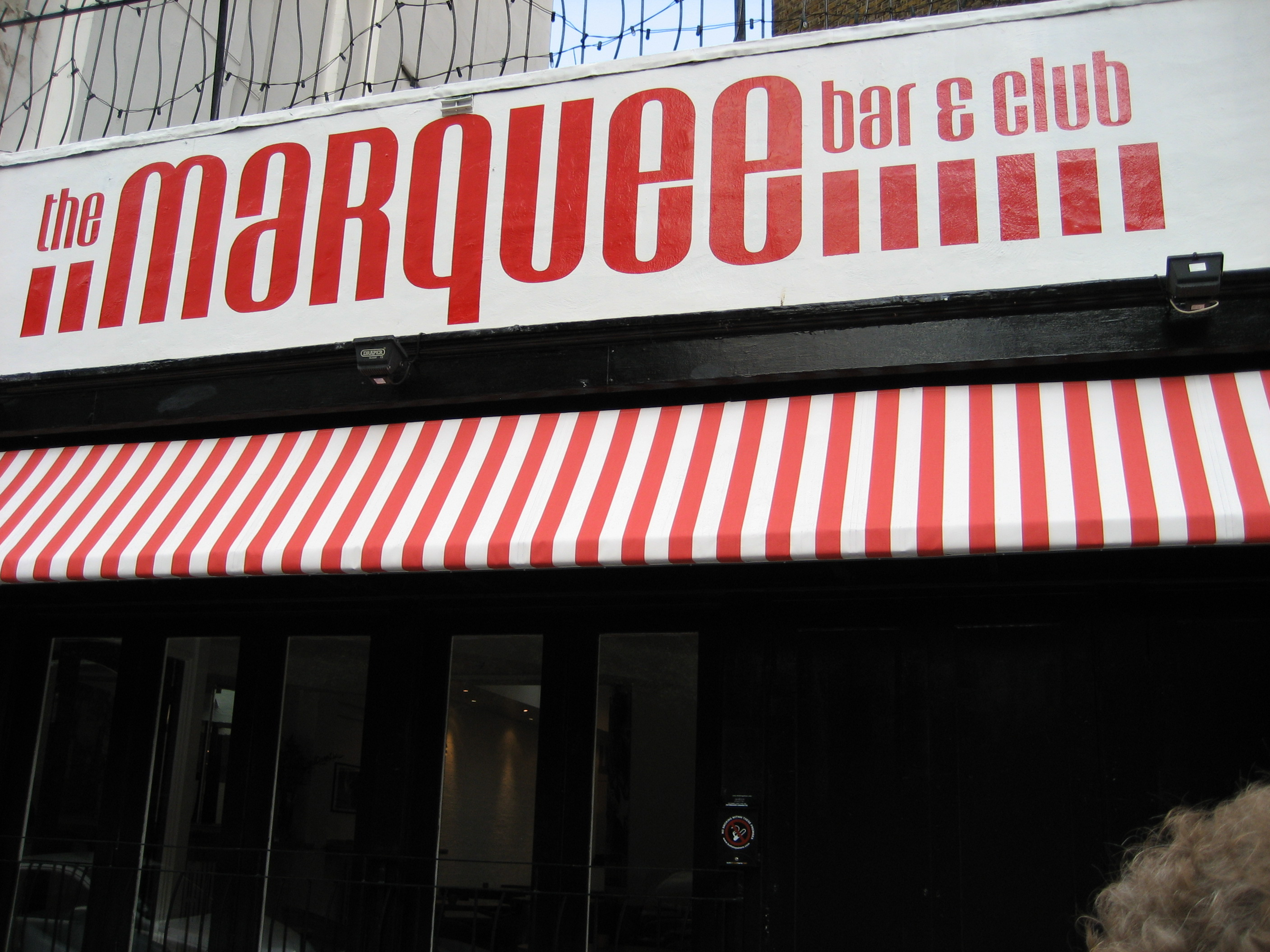
Marquee Club, Upper Saint Martins Lane, Covent Garden, London, August 2007

Der Marquee Club, kurz Marquee, auch the marquee, war ein bis 2008 bestehender Konzertsaal in London, der im Juni 1958 im Stadtbezirk Soho eröffnet wurde. Er war speziell in den 1960er und 1970er Jahren für zahlreiche Formationen ein Sprungbrett in das internationale Musikgeschäft.

## Geschichte
Seinen Höhepunkt als Jazz-Club hatte der Marquee Club in der Zeit ab 1958, als Harold Pendleton Eigentümer war, der Gründer der National Jazz Federation und Manager von Chris Barber. Von Anfang an holte er auch Blues-Musiker ins Programm, die ab 1963 dominierten.

Bis in die Mitte der 1960er Jahre befand sich der Club als Drehscheibe des Swinging London in der Oxford Street. Danach hatte das Marquee sein Domizil in der Wardour Street (Soho). Im Club, der als Mekka der britischen Blues-Rock-Szene galt, fanden allabendlich zwei Live-Acts von je einer Stunde Dauer statt. Hier traten unter anderem The Crazy World of Arthur Brown, Steamhammer, Marmalade, Amen Corner, Alexis Korner mit Blues Incorporated, Status Quo, Scorpions, Jimi Hendrix, Jethro Tull, Iron Maiden, John Mayall mit Eric Clapton oder dessen Nachfolger als Leadgitarrist, Peter Green, und wiederum dessen Nachfolger Mick Taylor, Ten Years After, Elton John, Dick Taylor, Queen, Dire Straits, Oasis, The Who, The Rivets, Pink Floyd, Marillion, Dream Theater, The Nice, Wham!, Dick Morrissey, Rory Gallagher mit Taste und Beggar’s Opera auf. Die Band The Rolling Stones gab dort, d. h. am Standort 165 Oxford Street, am 12. Juli 1962, Alexis Korners vertretend, ihr erstes Konzert unter ihrem Bandnamen. Am Standort 90 Wardour Street in Soho erinnert eine Ehrenplakette der Stadt London an Keith Moon, den legendären Schlagzeuger der Who. 

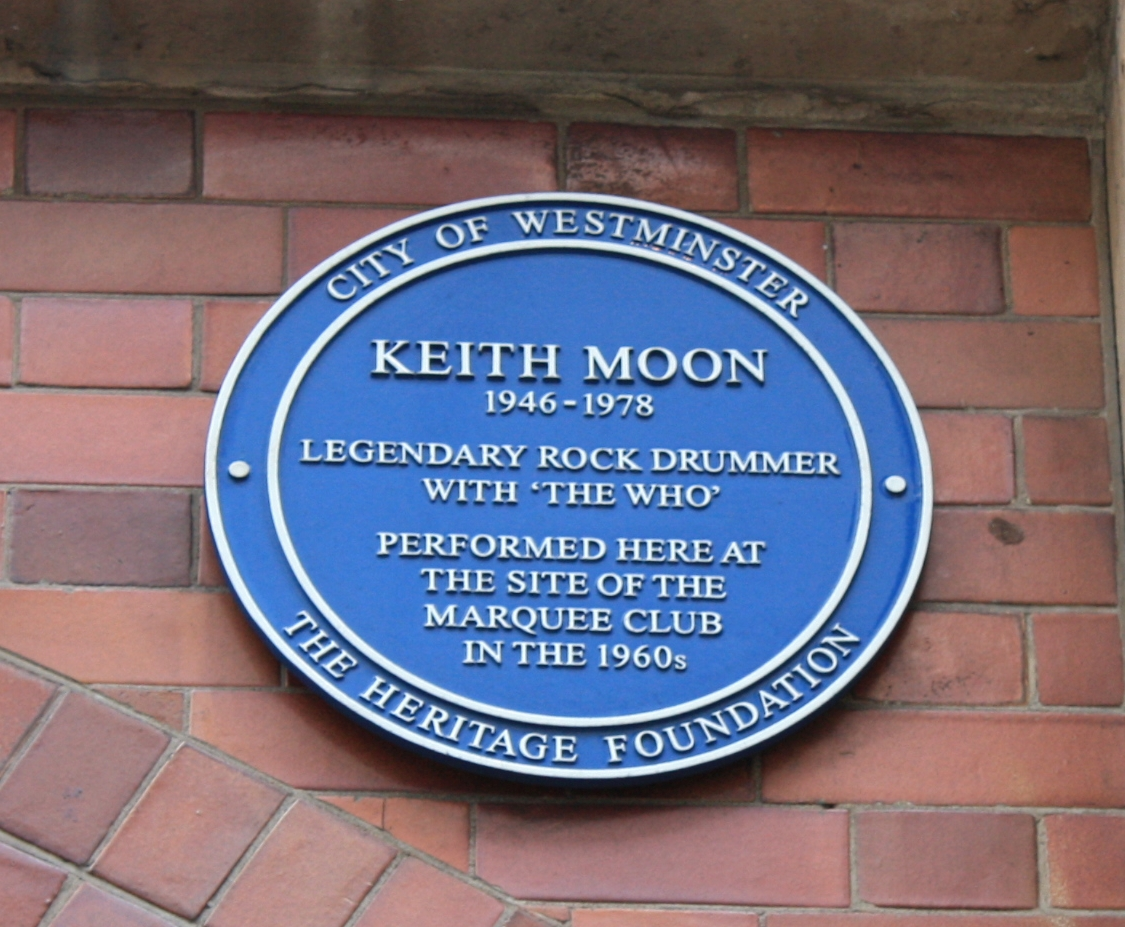
Ehrenplakette in 90 Wardour Street, London

Zu seinem 25-jährigen Bestehen gab es 1983 Reunion-Konzerte von John Mayall’s Bluesbreakers (mit dem ehemaligen Rolling-Stones-Musiker Mick Taylor an der Gitarre), den Yardbirds (mit Originalmitgliedern Jim McCarty, Chris Dreja und Paul Samwell-Smith), Manfred Mann, Ten Years After, Alexis Korner und Man.

## Adressen des Marquee Club
| von            | bis           | Adresse                                  |
| -------------- | ------------- | ---------------------------------------- |
| April 1958     | März 1964     | 165 Oxford Street (Soho)                 |
| März 1964      | Juli 1988     | 90 Wardour Street (Soho)                 |
| Juli 1988      | 1995          | 105–107 Charing Cross Road (Soho)        |
| September 2002 | Dezember 2002 | 16 Parkfield Street (Islington)          |
| September 2004 | November 2005 | 1 Leicester Square (Soho)                |
| August 2007    | Februar 2008  | Upper Saint Martins Lane (Covent Garden) |